# Quasipartizip
Als Quasipartizipien werden in der Baltistik infinite Verbformen bezeichnet, die der Funktion nach meist dem slawischen Transgressiv entsprechen, aber auch in den Konstruktionen von Modus relativus und Accusativus cum participio in Verwendung stehen können. Darüber hinaus haben Quasipartizipien beim Dativus absolutus in den heutigen ostbaltischen Sprachen konjugierte Partizipien abgelöst. Entstanden ist die Form aus Partizipien durch Wegfall der Endung.